# Újházy Ferenc
Újházy Ferenc (Szolnok, 1827. december 8. – Budapest, 1921. június 7.) magyar festőművész, fotográfus.

## Életpályája
Szülei Ujházy Ferenc és Peringer Apollónia. Miután tanulmányait félbeszakította, önkéntesként harcolt az 1848–49-es forradalom és szabadságharcban. Ezt követően Bécsbe költözött, s az ottani képtárban tanulmányozta és másolta régi holland mesterek csendéleteit. Különböző iskolákban évekig dolgozott mint rajztanár. Felesége Kitzinger Mária. Lányai: Ilona, Nagy Károlyné (1864. május 22. Budapest – 1945. július 10. Budapest); és Irma (? – 1936. 02. 18. Budapest) tanítónő. A Pesti Műegylet tárlatain 1851-ben szerepelt első ízben, 1867-ben már a párizsi világkiállításon szerepeltek munkái. Műveit 1922-ben a Műcsarnokban megrendezett emlékkiállításon is bemutatták. Képeit a Magyar Nemzeti Galéria őrzi, önarcképe megtekinthető a Magyar Történelmi Képtárban. Síremléke a budapesti Kerepesi úti temető 34. parcellájában található (34-6-11).

## Művei (válogatás)

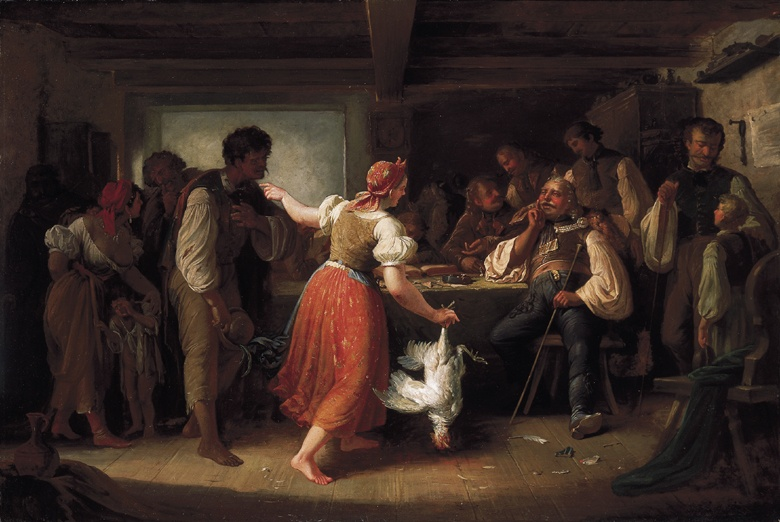
Bíró előtt

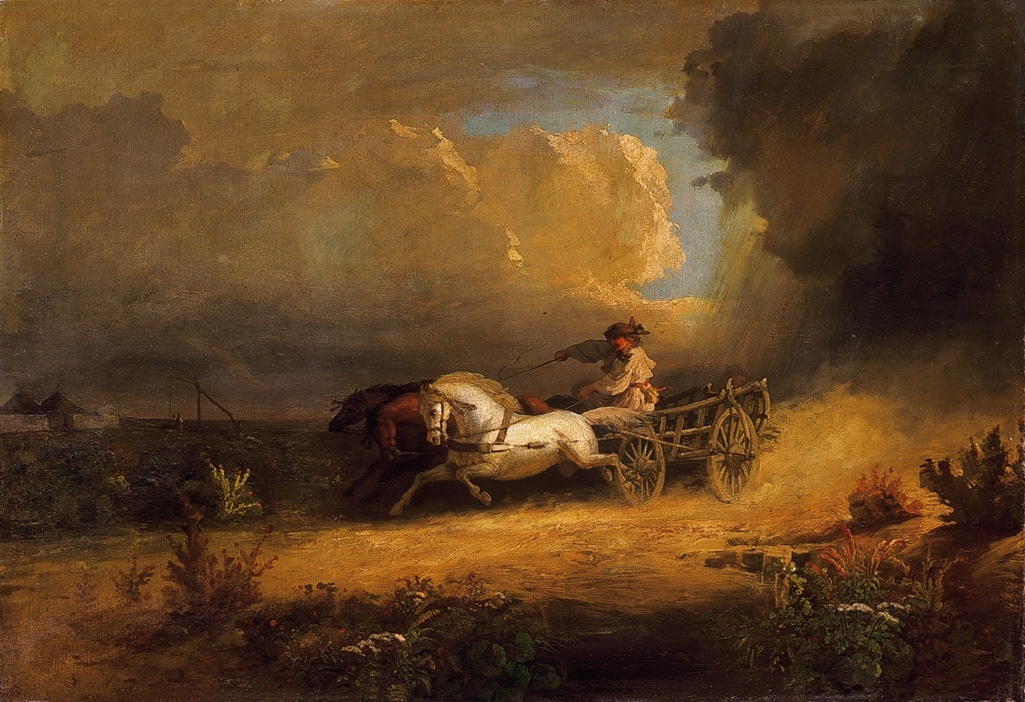
Viharban

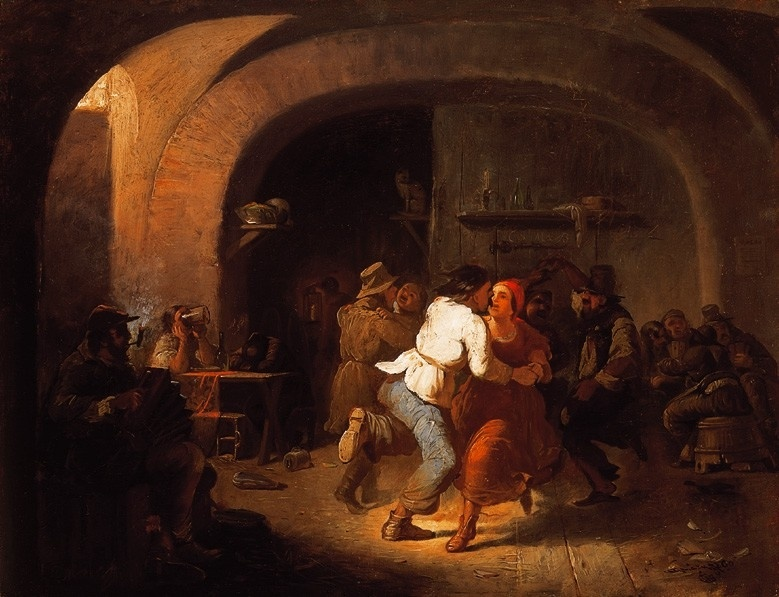
Mulatozók, 1860

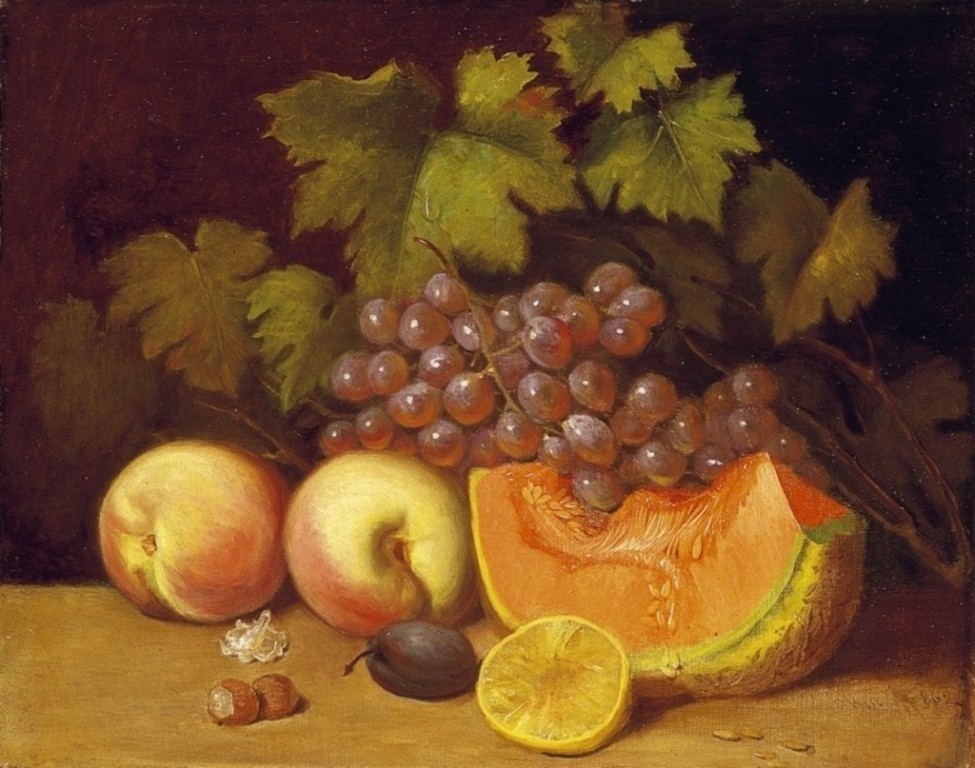
Gyümölcscsendélet szőlővel és dinnyével, 1862

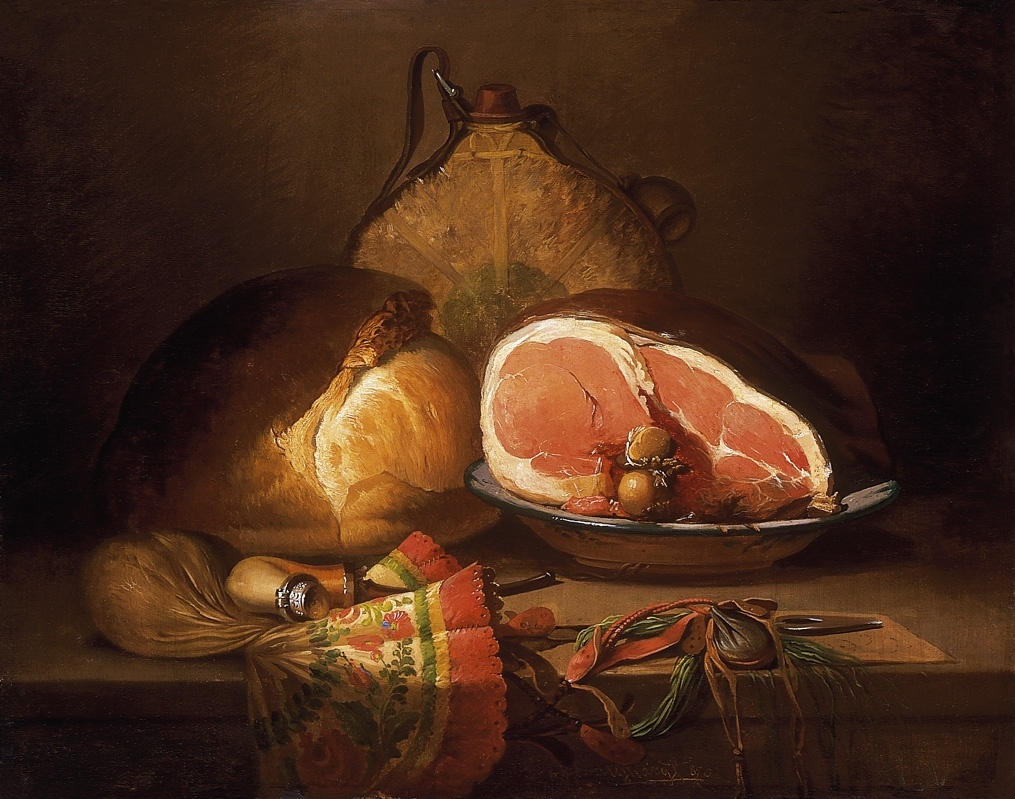
Asztali csendélet sonkával, 1870

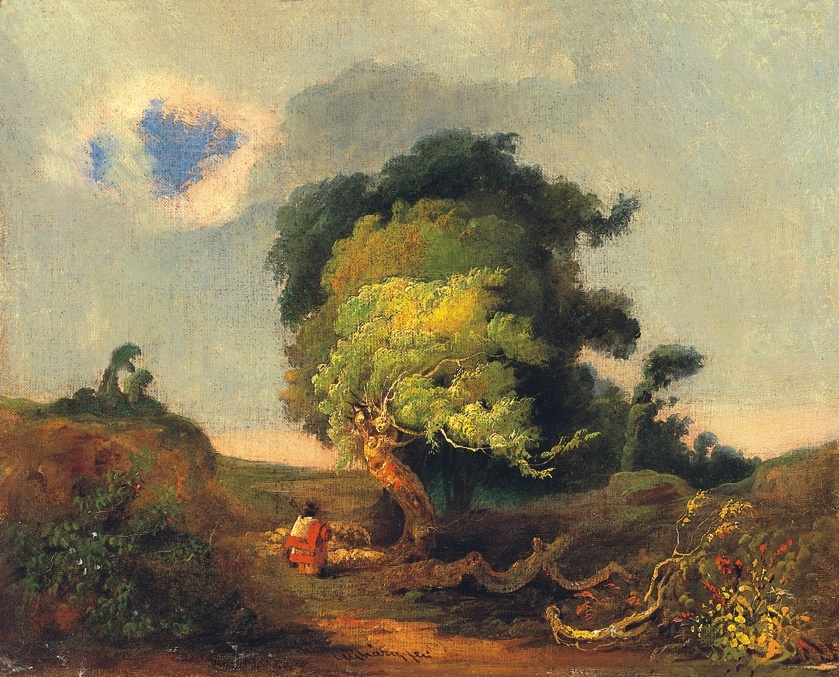
Pásztor vihar előtti tájban, 1870

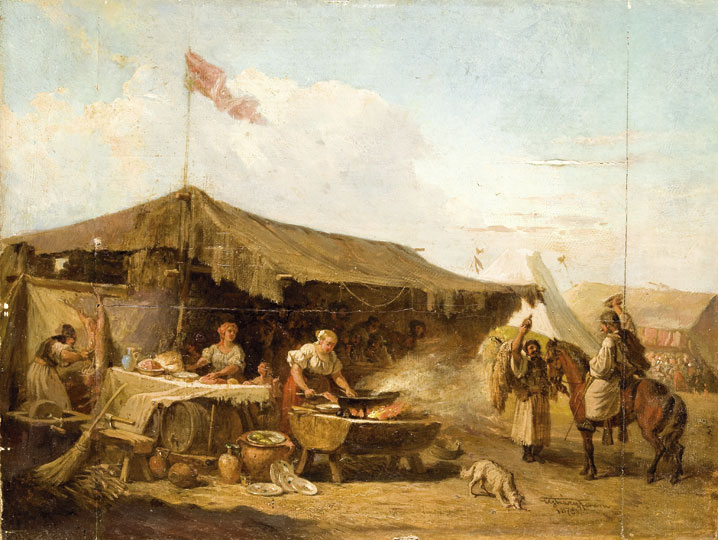
Disznóvágás, 1878

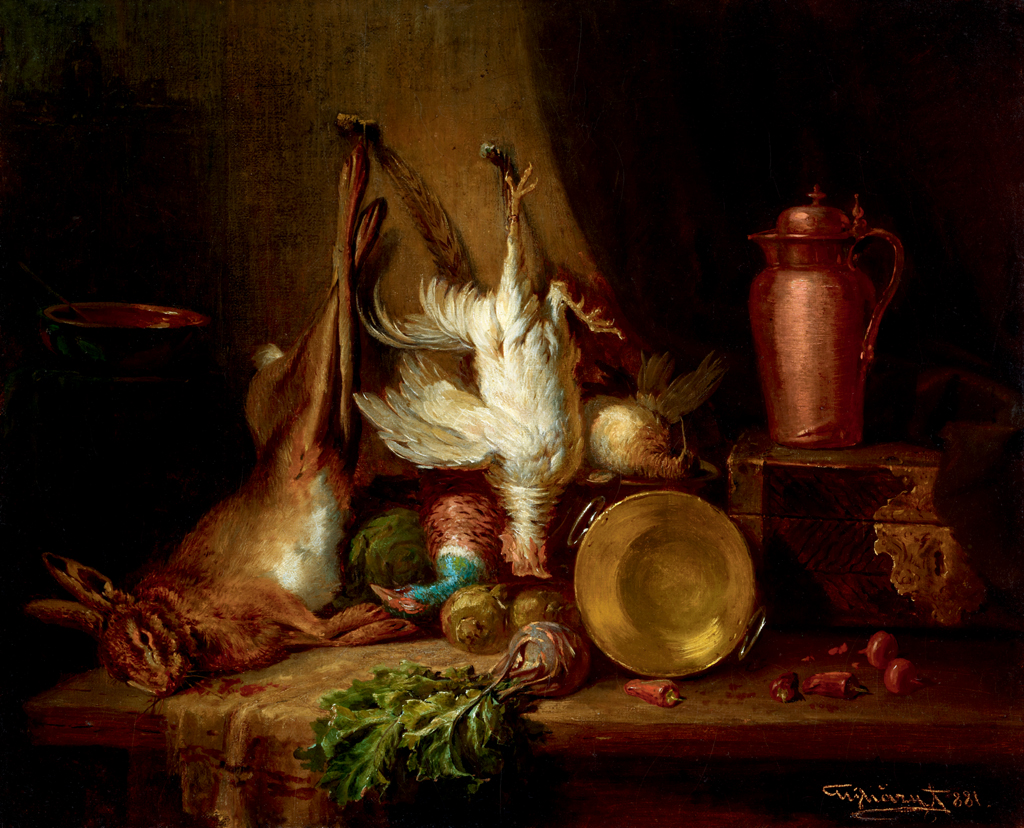
Csendélet, 1881

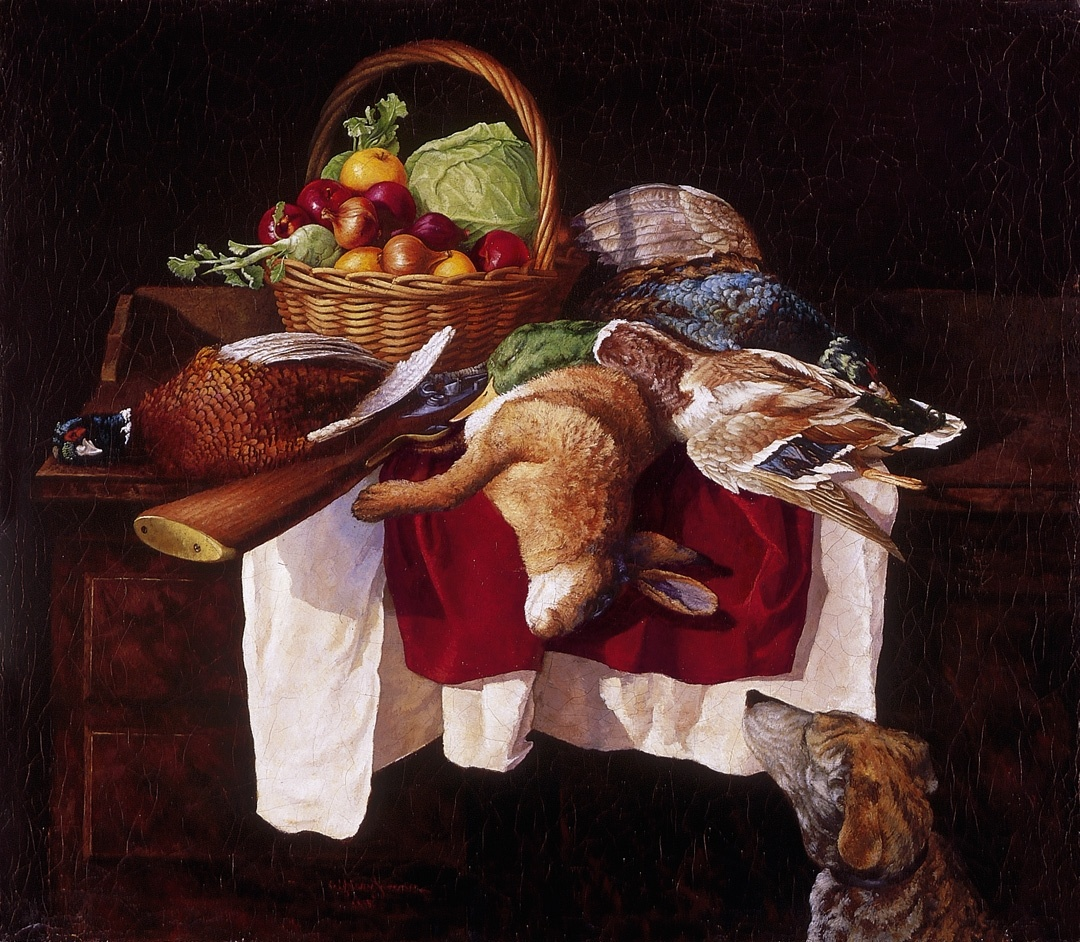
Csendélet, 1885

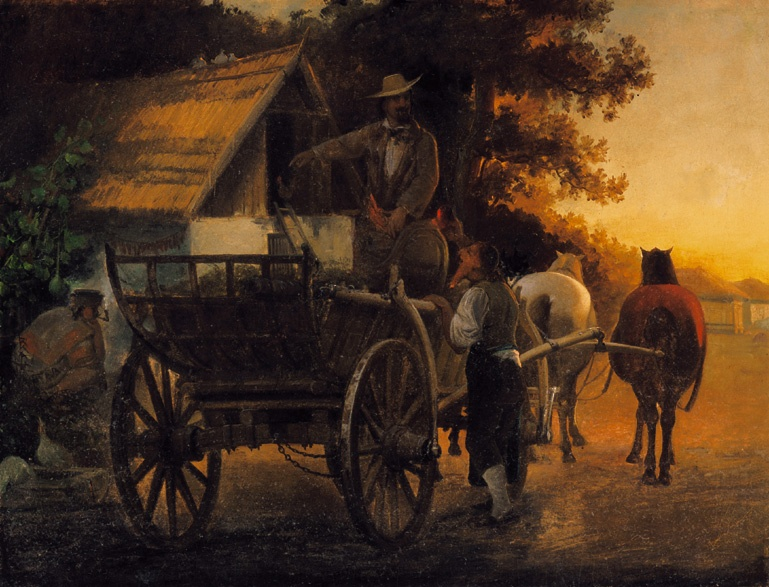
Utazó a fogadó előtt, 1890

- Őszibarackok, dinnyék és fügék párkányon egy tájképben, (olaj, vászon 104.7 x 73 cm)
- Dinnyeszüret, (olaj, vászon 78 x 53 cm)
- Tavasz eljövetele, (olaj, vászon 261 x 125 cm)
- 1895 Vadászcsendélet, (olaj, vászon 86 x 76 cm)
- Mária tanítása, (ismeretlen 26.5 x 43.5 cm)
- 1869 Dinnyés csendélet, (olaj, vászon 53 x 43 cm)
- Bíró előtt, (olaj, vászon 106 x 71.5 cm)
- 1890 Utazó a fogadó előtt, (olaj, vászon 47 x 36.5 cm)
- Gyümölcsös csendélet, (olaj, vászon 35.5 x 27.5 cm)
- 1874 Szőlős csendélet, (olaj, fa 40 x 30 cm)
- Gyümölcscsendélet, (olaj, vászon 103 x 68 cm)
- 1860 Mulatozók, (olaj, vászon 45 x 35 cm)
- 1916 Csendélet kancsóval és gyümölcsökkel, (olaj, vászon 87 x 71 cm)
- Gyümölcscsendélet, (olaj, vászon 73 x 104 cm)
- Romantikus táj alakokkal, (olaj, vászon 172 x 109 cm)
- Viharban, (olaj, vászon 50 x 70 cm)
- 1870 Asztali csendélet sonkával, (olaj, vászon 74 x 58 cm)
- Pásztor vihar előtti tájban, (olaj, vászon 31 x 25 cm)
- 1862 Gyümölcscsendélet szőlővel és dinnyével, (olaj, vászon 43 x 34 cm)
- 1885 Csendélet, (olaj, vászon 86 x 75 cm)
- 1857 Pihenő pásztorcsalád, (olaj, karton 40 x 31 cm)
- 1857 Pihenő pásztorcsalád, (olaj, karton 40 x 31 cm)
- Cseresznyés csendélet, (olaj, vászon 32 x 24 cm)
- Folyó, (olaj, fa 31 x 22 cm)
- Leánderes udvaron, (olaj, karton 100.5 x 80.5 cm)
- Aratás a napsütötte hegyek között, (olaj, vászon 172 x 108 cm)
- 1878 Disznóvágás, (olaj, fa 39 x 30 cm)
- II. Rákóczi Ferenc, (olaj, vászon 44.5 x 55.5 cm)
- Zrínyi Ilona, (olaj, vászon 44.5 x 55 cm)
- Alpine flowers, (olaj, panel 20.32 x 30.48 cm)
- Still life with nautilus cup and fruit, (olaj, vászon 109.22 x 88.9 cm)
- House with pink laurels, (olaj, vászon 78.74 x 58.42 cm)
- Peaches, melon and figs on ledge in landscape, (olaj, vászon 73.66 x 104.14 cm)
- Genre scene, (olaj, vászon 81.28 x 60.96 cm)
- Before the judge, (olaj, vászon 106.68 x 71.12 cm)
- Traveller in front of the inn, (olaj, vászon 48.26 x 35.56 cm)
- Peasant in landscape before the storm, (olaj, vászon 31 x 25.5 cm)
- Tájkép, (olaj 60 x 80 cm)
- Pipázó paraszt, (akvarell 14 x 15 cm)
- Csendélet, (olaj 80 x 102 cm)
- Őrangyal, (olaj 30 x 50 cm)
- Pipázó paraszt, (akvarell 14 x 15 cm)
- Tájkép, (olaj 60 x 80 cm)
- Csendélet, (olaj 80 x 102 cm)
- Őrangyal, (olaj 30 x 50 cm)
- Menekülés, (olaj 90 x 110 cm)
- A szent család, (olaj 24 x 32 cm)
- Törökök Magyarországon, (akvarell 21 x 30 cm)
- Pipázó paraszt, (akvarell 14 x 15 cm)
- Pálmakert, (olaj 36 x 44 cm)
- Pálmakert, (olaj 36 x 44 cm)
- A szent család, (olaj 24 x 32 cm)
- Esti hangulat, (olaj 7 x 12 cm)
- Kanászbojtár, (akvarell 12 x 18 cm)
- Pipázó paraszt, (akvarell 13 x 16 cm)
- Szőlőfürt, (olaj 9 x 20 cm)
- Táncoló puttók, (olaj 14 x 29 cm)
- Pálmakert, (olaj 36 x 44 cm)
- Sonka csendélet, (olaj 25 x 32 cm)
- Szolnoki vásár, (olaj 27 x 35 cm)
- Csendélet, (olaj 28 x 31 cm)
- Halásztanya, (olaj 24 x 41 cm)
- Kairói utcarészlet, (akvarell 27 x 36 cm)
- Csendélet, (olaj 42 x 57 cm)
- Tanulmány, (grafika 8 x 12 cm)
- Esti hangulat, (olaj 10 x 10 cm)
- Játszó cica, (grafika 10 x 10 cm)
- Kanászbojtár, (akvarell 13 x 20 cm)
- Táncoló puttók, (olaj 13 x 28 cm)
- Szőlőfürt, (olaj 10 x 20 cm)
- Csatájuk a népek csatája volt, (olaj 50 x 63 cm)
- Aloe, (akvarell 15 x 20 cm)
- Házaló, (grafika 28 x 40 cm)
- Út a falu felé, (akvarell 17 x 24 cm)
- Aloe, (akvarell 14 x 20 cm)
- Tűz körül, (ceruza 14 x 19 cm)
- Kemence mellett, (ceruza 12 x 19 cm)
- Pusztai Kerülő, ( 30 x 34 cm)
- Házaló, (grafika 27 x 41 cm)
- Csendélet, (nyomat 19 x 27 cm)
- Lebegő angyal, (ceruza 8 x 11 cm)
- Tanulmány, (ceruza 9 x 14 cm)
- A szakértő, (grafika 21 x 29 cm)
- Tájkép.Hazatérő pásztorral, (akvarell 17 x 23 cm)
- Pihenő pásztor 1855, (ceruza 13 x 27 cm)
- Lebegő angyal, (akvarell 12 x 17 cm)
- Szőlőfürt, (olaj 10 x 10 cm)
- Pihenő munkás, (grafika 7 x 9 cm)
- Emléklap, (akvarell 8 x 13 cm)
- Parasztleány 1864, (olaj 19 x 32 cm)
- Törökök Magyarországon, (akvarell 21 x 30 cm)
- Menekülés, (olaj 90 x 112 cm)
- Csendélet, (olaj 54 x 70 cm)
- Menekülők, (olaj 90 x 112 cm)
- Kamarás az udvarnál, (olaj 18 x 28 cm)
- Cím nélkül, (olaj 54 x 70 cm)
- Menekülők, (olaj 90 x 112 cm)
- Kamarás az udvarnál, (olaj 18 x 28 cm)
- Csendélet, (olaj 54 x 70 cm)
- Nő rózsákkal, (olaj 23 x 28 cm)
- Csendélet, (olaj 33 x 47 cm)
- Taskai tó, (olaj 15 x 25 cm)
- Csendélet, (olaj 58 x 75 cm)
- Kamarás az udvarnál, (olaj 18 x 28 cm)
- Taskai tó, (olaj 15 x 24 cm)
- Taskai tó, (olaj 15 x 24 cm)
- Taskai tó, (olaj 15 x 24 cm)
- Taskai tó, (olaj 15 x 24 cm)
- Taskai tó, (olaj 15 x 24 cm)
- Taskai tó, (olaj 25 x 16 cm)
- Csendélet, (olaj 70 x 54 cm)
- Tánc, (nyomat 1 x 1 cm)
- A kemence mögött, (grafika 16 x 23 cm)
- Virágtanulmány, (olaj 13 x 15 cm)
- Janicsár tiszt, (olaj 20 x 30 cm)
- Táncoló puttók, (olaj 1 x 1 cm)
- Tánc, (grafika 1 x 1 cm)
- Táncoló puttók, (olaj 29 x 13 cm)
- Nő gitárral, (olaj 36 x 46 cm)
- Mária Rózsakoszorúban, (olaj 40 x 50 cm)
- Fajdinnyék, (olaj 48 x 30 cm)
- Vidámházi bojtárok, (olaj 30 x 26 cm)
- Dinnye-csendélet, (olaj 36 x 32 cm)
- Virágtanulmány, (olaj 13 x 15 cm)
- Janicsár tiszt, (olaj 20 x 30 cm)
- Csendélet, (olaj 32 x 14 cm)
- Harmonikások, (grafika 14 x 27 cm)
- Tanulmány, (grafika 19 x 15 cm)
- Fajdinnyék, (olaj 48 x 30 cm)
- Dinnyecsendélet, (olaj 36 x 32 cm)
- Csendélet, (olaj 32 x 15 cm)
- Mária rózsakoszorúban, (olaj 40 x 52 cm)
- Szent Anna és Mária, (olaj 24 x 31 cm)
- Nő gitárral, (olaj 36 x 46 cm)
- Tanulmány, (grafika 20 x 16 cm)
- Harmonikások, (grafika 15 x 27 cm)
- Tánc, (grafika 1 x 1 cm)
- Vidámházi bojtárok, (olaj 30 x 26 cm)
- Janicsár tiszt, (olaj 20 x 30 cm)
- Táncoló puttók, (olaj 29 x 13 cm)
- Harmonikások, (grafika 15 x 27 cm)
- Tanulmány, (grafika 20 x 16 cm)
- Csendélet, (olaj 32 x 15 cm)
- Tanulmány, (grafika 20 x 16 cm)
- Csendélet, (olaj 32 x 15 cm)
- Muzsikáló cigányok, (olaj 17 x 24 cm)
- Fajdinnyék, (olaj 48 x 30 cm)
- Táncoló puttók, (olaj 29 x 13 cm)
- Nő gitárral, (olaj 36 x 46 cm)
- Mária rózsakoszorúban, (olaj 40 x 50 cm)
- Janicsár tiszt, (olaj 20 x 30 cm)
- Dinnyecsendélet, (olaj 36 x 32 cm)
- Tanulmány, (grafika 1 x 1 cm)
- Csendélet, (olaj 32 x 15 cm)
- Csendélet, (olaj 32 x 15 cm)
- Tanulmány, (grafika 20 x 16 cm)
- Dinnye, (olaj, vászon 45 x 37 cm)
- Halascsendélet, (olaj, vászon 127 x 91 cm)
- Ananászcsendélet, (olaj, vászon 111 x 90 cm)
- Tanulmány, (grafika 20 x 16 cm)
- Csendélet, (olaj 32 x 15 cm)
- Falusi táj, (olaj 20 x 30 cm)
- Tanulmány, (grafika, papír 20 x 16 cm)
- Csendélet, (olaj 32 x 15 cm)
- Dinnyecsendélet, (olaj 36 x 32 cm)
- Mária rózsakoszorúban, (olaj 40 x 50 cm)
- Nő gitárral, (olaj 36 x 46 cm)
- Táncoló puttók, (olaj 29 x 13 cm)
- Fajdinnyék, (olaj 48 x 30 cm)
- falusi táj, (olaj 20 x 30 cm)
- Tanulmány, (grafika, papír 20 x 16 cm)
- Huros rigó, (olaj 28 x 58 cm)
- Csendélet, (olaj 32 x 15 cm)
- Jézus megkeresztelése /Másolat, (olaj 26 x 40 cm)
- Felsőgallai táj, (olaj 40 x 25 cm)
- Nő gitárral, (olaj 35 x 46 cm)
- Dinnyecsendélet, (olaj 35 x 30 cm)
- Fajdinnyék, (olaj 46 x 30 cm)
- Mária rózsakoszorúban, (olaj 38 x 50 cm)
- Csendélet, (olaj 32 x 15 cm)
- Női képmás, (olaj 95 x 135 cm)
- Édesanyám, (olaj 60 x 75 cm)
- Édesapám, (olaj 60 x 75 cm)
- Ifjúkori önarckép, (olaj 22 x 37 cm)
- Megy a juhász a szamáron, (akvarell, papír 16 x 25 cm)
- Virágcsendélet, (olaj 24 x 30 cm)
- Vásár /sérült/, (olaj 40 x 30 cm)
- Menekülés Lugosról Facsétra 1849 aug.14-én, (olaj 40 x 30 cm)
- A gyilkos, (olaj 45 x 34 cm)
- A szentcsalád /Másolat, (olaj 26 x 42 cm)
- Tanulmány, (grafika, papír 20 x 16 cm)
- Pieta, (olaj 26 x 42 cm)
- Szűz Mária eljegyzése / Másolat, (olaj 26 x 45 cm)
- Kolduspróba, (olaj 45 x 35 cm)
- Pincejelenet, Táncoló párok, (olaj 45 x 35 cm)
- Konyhacsendélet Vázlat., ( 42 x 26 cm)
- Krisztus sírbatétele / sérült, (olaj 40 x 32 cm)
- A jó cimborák, (grafika, papír 13 x 20 cm)
- Levétel a keresztről, (olaj 36 x 29 cm)
- Tanulmányfej, (olaj 32 x 42 cm)
- Krisztus siratása / Másolat, (olaj 75 x 60 cm)
- Önarckép gyümölcstállal, (olaj 64 x 80 cm)
- Csendélet átfestett részlettel, (olaj 110 x 90 cm)
- Cato halála, (olaj 146 x 115 cm)
- Pincejelenet, táncoló párok, (olaj 45 x 35 cm)
- Levétel a keresztről, (olaj 36 x 29 cm)
- Krisztus siratása. Másolat, (olaj 75 x 60 cm)
- Csendélet, (olaj 32 x 15 cm)
- Csendélet átfestett részlettel, (olaj 100 x 90 cm)
- Jézus megkeresztelése. Másolat, (olaj 26 x 40 cm)
- Felsőgallai táj, (olaj 40 x 25 cm)
- Fajdinnyék, (olaj 46 x 30 cm)
- Nő gitárral, (olaj 35 x 46 cm)
- Mária rózsakoszorúban, (olaj 38 x 50 cm)
- Húros rigó, (olaj 28 x 58 cm)
- Halas csendélet, (olaj 127 x 91 cm)
- Ananász csendélet, (olaj 111 x 90 cm)
- Kolduspróba, (olaj 45 x 35 cm)
- Pieta, (olaj 26 x 42 cm)
- A gyilkos, (olaj 45 x 34 cm)
- Virágcsendélet, (olaj 24 x 30 cm)
- Pincejelenet táncoló párok, (olaj 45 x 35 cm)
- Levétel a keresztről, (olaj 36 x 29 cm)
- Krisztus sírbatétele, (olaj 40 x 32 cm)
- Vásár, (olaj 40 x 30 cm)
- Konyhacsendélet. Vázlat, ( 42 x 26 cm)
- Tanulmány, (grafika, papír 20 x 16 cm)
- Önarckép gyümölcstállal, (olaj 64 x 80 cm)
- Női képmás, (olaj 95 x 135 cm)
- Krisztus siratása. Másolat, (olaj 75 x 60 cm)
- Csendélet, (olaj 32 x 15 cm)
- Csendélet átfestett részlettel, (olaj 110 x 90 cm)
- Jézus megkeresztelése. Másolat, (olaj 26 x 40 cm)
- Felsőgallai táj, (olaj 40 x 25 cm)
- Fajdinnyék, (olaj 46 x 30 cm)
- Húros rigó, (olaj 28 x 58 cm)
- Halas csendélet, (olaj 127 x 91 cm)
- Ananász csendélet, (olaj 111 x 90 cm)
- Pieta, (olaj 26 x 42 cm)
- A gyilkos, (olaj 45 x 34 cm)
- Csendélet, (olaj 32 x 15 cm)
- Levétel a keresztről, (olaj 36 x 29 cm)
- Önarckép gyümölcstállal, (olaj 64 x 80 cm)
- Női képmás, (olaj 95 x 135 cm)
- Jézus megkeresztelése. Másolat, (olaj 26 x 40 cm)
- Halas csendélet, (olaj 127 x 91 cm)
- Ananász csendélet, (olaj 111 x 90 cm)
- Női képmás, (olaj 60 x 75 cm)
- Alvó pásztor, (grafika, papír 31 x 20 cm)
- Csendélet, (olaj 32 x 15 cm)
- Táncoló menyecske, (olaj 22 x 34 cm)
- Felsőgallai táj, (olaj 40 x 25 cm)
- Fadinnyék, (olaj 46 x 30 cm)
- Húrosrigó, (olaj 28 x 58 cm)
- Csendélet, (olaj 30 x 26 cm)
- Csendélet, (olaj 46 x 34 cm)
- Török nő, (olaj 23 x 28 cm)
- Gyümölcscsendélet, (olaj 62 x 50 cm)
- Csendélet, (olaj 30 x 26 cm)
- Csendélet, (olaj 46 x 34 cm)
- Török nő, (olaj 23 x 28 cm)
- Gyümölcscsendélet, (olaj 62 x 50 cm)
- Cato halála Másolat, (olaj 146 x 115 cm)
- Felsőgallai táj, (olaj 40 x 25 cm)
- Levétel a keresztről, (olaj 36 x 29 cm)
- Női képmás, (olaj 60 x 75 cm)
- Jézus megkeresztelése /másolat, (olaj 10 x 10 cm)
- Férfi képmás, (olaj 60 x 95 cm)
- Kató halála, (olaj 146 x 115 cm)
- Női képmás, (olaj 95 x 135 cm)
- Halascsendélet, (olaj 127 x 91 cm)
- Csendélet, (olaj 110 x 90 cm)
- Önarckép gyűmölcstállal, (olaj 64 x 80 cm)
- Felsőgallai táj, (olaj 40 x 25 cm)
- Levétel a keresztről, (olaj 36 x 29 cm)
- Női képmás, (olaj 60 x 75 cm)
- Jézus megkeresztelése, (olaj 26 x 40 cm)
- Férfiképmás, (olaj 60 x 95 cm)
- Kató halála Másolat, (olaj 146 x 115 cm)
- Női képmás, (olaj 95 x 135 cm)
- Halascsendélet, (olaj 127 x 91 cm)
- Csendélet, (olaj 110 x 90 cm)
- Önarckép gyümölcstállal, (olaj 64 x 80 cm)
- Cato halála, (olaj 146 x 115 cm)
- Cáto halála, (olaj 146 x 115 cm)
- Ada Kaleh a Dunán, (olaj 18 x 12 cm)
- Csendélet, (olaj 84 x 50 cm)
- Cato halála, (olaj 146 x 115 cm)
- Csendélet, (olaj 84 x 50 cm)
- Csendélet, (olaj 84 x 50 cm)
- Koldus, (olaj 60 x 80 cm)
- Gyümölcscsendélet, (olaj 78 x 62 cm)
- Csendélet, (olaj 84 x 50 cm)
- Csendélet, (olaj 84 x 50 cm)
- nincs címe, (olaj 84 x 50 cm)
- Koldus, (olaj 60 x 80 cm)
- Csendélet, (olaj 45 x 32 cm)
- Ötvösművek, (olaj 60 x 75 cm)
- Szőlő, (olaj 20 x 35 cm)
- Ötvösművek, (olaj 60 x 75 cm)
- Tájkép, (olaj 16 x 18 cm)
- Kanászbojtár, (olaj 22 x 31 cm)
- Csendélet, (olaj 35 x 43 cm)
- Gyümölcscsendélet, (olaj 28 x 50 cm)
- Tájkép, (olaj 23 x 15 cm)
- Tájkép, (olaj 23 x 15 cm)
- Tájkép, (olaj 23 x 15 cm)
- Tájkép, (olaj 23 x 15 cm)
- Gránátalmák, (olaj 30 x 14 cm)
- Csauz Basi, (olaj 20 x 28 cm)
- Történelmi jelenet, (olaj 43 x 34 cm)
- Csauz Basi, (olaj 20 x 28 cm)
- Gyümölcsök, (olaj 46 x 53 cm)
- Fogoly szalonka és vadkacsa csendélet, (olaj 43 x 34 cm)
- Gyümölcs csendélet, (olaj 63 x 46 cm)
- Falusi ház, (olaj 30 x 25 cm)
- Gyümölcscsendélet, (olaj 47 x 34 cm)
- Gyümölcscsendélet, (olaj 30 x 40 cm)
- Uszály a Dunán, (grafika, papír 20 x 13 cm)
- Gyümölcscsendélet, (olaj 42 x 34 cm)
- Gyümölcscsendélet, (olaj 42 x 34 cm)
- 1881 Csendélet, (olaj, vászon 42 x 34 cm)
- 1860 Balatoni táj, (olaj, vászon 55.5 x 45 cm)

## Díjai
- A Nemzeti Szalon 1911. évi téli tárlatán festménye Alpár-díjat kapott